# نزار قبانی
نزار توفیق قبانی (به عربی: نزار توفیق قبانی؛ ۲۱ مارس ۱۹۲۳–۳۰ آوریل ۱۹۹۸) دیپلمات، شاعر، نویسنده و ناشر سوری بود. سبک شعری او ترکیبی از سادگی و ظرافت در کاوش موضوعات عشق، اروتیسم، فمینیسم، دین و ناسیونالیسم عربی می‌باشد. شاعری است که با شعرهای عاشقانه‌اش مشهور است؛ زن و عشق موضوع اصلی شعر قبانی‌اند. شعرهایش را خوانندگانی مانند عبدالحلیم حافظ، ام کلثوم و نجات صغیره (مصر)، فیروز و ماجده الرومی (لبنان)، کاظم الساهر(عراق) خوانده‌اند. او در دنیای عرب از شهرتی بی‌همتا برخوردار است. شعر او به اکثر زبان‌های دنیا ترجمه شده‌است و خوانندگانی بی‌شمار دارد.
وی متولد دمشق بود. «نزار قبانی سرودن شعر را از شانزده سالگی آغاز کرد. در ۱۹۴۴از دانشکدهٔ حقوق در دمشق فارغ‌التحصیل و در وزارت خارجهٔ سوریه به کار مشغول شد؛ در شهرهای: قاهره، لندن، بیروت و مادرید خدمت کرد و پس از وحدت مصر و سوریه سفیر این جمهوری متحده در چین شد. در ۱۹۶۶ کار دیپلماسی را رها کرد و فقط به شعر پرداخت. بیشترین آثار او را  یدالله گودرزی  از عربی به فارسی برگردانده است.  با شکست و عقب‌نشینی اعراب در مسئلهٔ فلسطین، از شعر عاشقانه به شعر سیاسی و شعر مقاومت روی‌آورد. خودکشی خواهرش در ناکامی عاشقانه(۱۹۳۸)، مرگ پسر نوجوانش به بیماری قلبی، کشته‌شدن همسرش بلقیس‌الراوی در بمب‌گذاری سفارت عراق(۱۹۸۱در بیروت)، بر شعرش اثر گذاشت.»

## زندگی

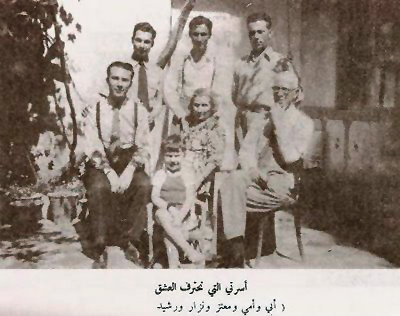
قبانی در کنار خانواده اش، پدر و مادر و برادرانش

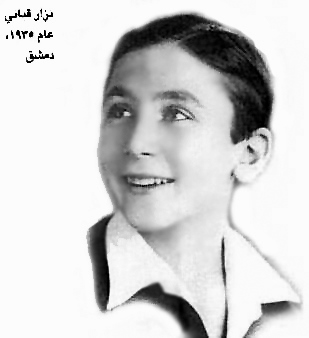
قبانی جوان.

هنگامی که ۱۵ ساله بود خواهر ۲۵ ساله‌اش به علت مخالفتش با ازدواج با مردی که به او تحمیل شده بود، خودکشی کرد. در حین مراسم خاکسپاری خواهرش تصمیم گرفت که با شرایط اجتماعی که او آن را مسبب قتل خواهرش می‌دانست بجنگد. این شاعر در پاسخ به این سؤال که آیا شما یک انقلابی هستید یا خیر، پاسخ داد: «عشق در جهان عرب مانند یک زندانی است و من می‌خواهم آن را آزاد کنم. من می‌خواهم با شعرم روح، حس و جسم عرب را آزاد کنم. روابط زن و مرد در جامعه ما سالم نیست.» او به عنوان یکی از فمینیست‌ترین و مترقی‌ترین روشنفکران زمان خود شناخته می‌شود.
نزار قبانی دانش‌آموخته دانشگاه دمشق بود. وی به زبان‌های فرانسه، انگلیسی و اسپانیولی نیز مسلط بود و مدت بیست سال در دستگاه دیپلماسی سوریه خدمت کرد.
نزار در کتاب داستان من و شعر می‌نویسد: «بیشتر اشعارم را به سفر مدیونم اگر مانند میخ خیمه در خاک وطنم فرو مانده بودم چهرهٔ شعرم به چه حالتی درمی‌آمد.» و «از دمشق دور افتادم. زبان‌های دیگری آموختم. اما الفبای دمشقی‌ام چسبیده به انگشتان، گلو و جامه‌هایم. همان کودکی ماندم که آنچه در باغچه‌های دمشق از نعناع، نیلوفر و نسترن بود، هنوز در کیف دستی خود دارد. در هر مهمان‌خانهٔ جهان که رفتم دمشق را با خود بردم و با او روی یک تخت خوابیدم.»
بخشی از شعرهای نزارقبانی برای همسرش بلقیس الراوی سروده شده‌است.
بلقیس‌الراوی/ بلقیس‌الراوی/ بلقیس‌الراوی / ضرباهنگ نامش را دوست داشتم/ پناه می‌جستم به نواختنش
و می‌هراسیدم از چسبانیدن نام او به نام خودم/ چون وحشت از گل‌آلود کردن آب دریاچه
و ناساز کردن سمفونی‌ای زیبا
همسر او سرانجام در جلوی سفارت عراق دربیروت به دلیل بمبی که در ماشینش گذاشته شده بود، کشته شد. نزار در قصیده بلقیس برای او می‌سراید:/
و عرب‌ها روزی خواهند دانست / که پیامبری را کشتند پیامبری را کشتند/ پیامبری را کشتند پیامبری را کشتند
بخش‌هایی از اشعار نزار قبانی تاکنون به فارسی ترجمه و منتشر شده‌است. حمید رحمانی، مهدی سرحدی، موسی بیدج، یغما گلرویی، اصغر علی کرمی ،رضا طاهری، موسی اسوار ،رضا عامری و احمد پوری،اسدالله مظفری ، محمد فرزبود، ایاد فیلی، دکتر یدالله گودرزی و سهند آقایی مترجمانی هستند که تاکنون بخش‌هایی از آثار نزار را به فارسی ترجمه کرده‌اند.

## آثار
- دفترهای شعر
- قالت لی السمراء (دختر سبزه‌رو به من گفت) ۱۹۴۴
- طفولة نهد (کودکی یک پستان)۱۹۴۸
- سامبا (سامبا)۱۹۴۹
- أنت لی (تو مال منی) ۱۹۵۰
- قصائد (قصیده‌ها)۱۹۵۶
- حبیبتی (عشق من) ۱۹۶۱
- الرسم بالکلمات (نقاشی با واژه‌ها)۱۹۶۶
- یومیات امرأة لامبالیة (روزنگارهای یک زن بی‌باک) ۱۹۶۸
- قصائد متوحشة (شعرهای وحشی) ۱۹۷۰
- کتاب الحب (کتاب عشق)۱۹۷۰
- أشعار خارجة علی القانون (شعرهای خارج از قانون) ۱۹۷۲
- أحبک، أحبک و البقیة تاتی (دوستت دارم، دوستت دارم و ادامه‌اش می‌آید) ۱۹۷۸
- الی بیروت الانثی مع حبی (برای بیروت مؤنث با عشق) ۱۹۷۸
- کل عام و أنتی حبیبتی (همه سال عشق منی)۱۹۷۸
- أشهدُ أن لا امرأة الا أنتِ (من اعلام می‌کنم که هیچ زنی جز تو نیست)۱۹۷۹
- هکذا أکتب تاریخ النساء (این گونه تاریخ زنان را می‌نویسم)۱۹۸۱
- قاموس العاشقین (فرهنگ نامهٔ عاشقان)۱۹۸۱
- قصیدة بلقیس (قصیده بلقیس)۱۹۸۲
- الحب لا یخاف الضوء الاحمر (عشق از چراغ قرمز نمی‌ترسد)۱۹۸۵
- أشعار مجنونة (شعرهای دیوانگی) ۱۹۸۵
- قصائد مغضوب علیها (شعرهای مورد غضب واقع شده) ۱۹۸۶
- سیبقی الحب سیدی (عشق سرورم خواهد ماند)۱۹۸۷
- الاوراق السریة لعاشق قرمطی (برگه‌های سری یک عاشق قرمطی) ۱۹۸۸
- تزوجتک ایتها الحریه (آزادی، من با تو ازدواج کرده‌ام)۱۹۸۸
- ثلاثیة أطفال الحجارة (سه‌گانهٔ کودکان سنگ) ۱۹۸۸
- الکبریت فی یدی و دویلاتکم من ورق (من کبریت در دست دارم و دولت‌های کوچک‌تان از شاخ و برگ‌اَند) ۱۹۸۹
- لا غالب الا الحب (پیروزی، جز عشق نیست)۱۹۹۰
- هوامش علی الهوامش (حاشیه‌نویسی‌هایی بر حاشیه‌ها) ۱۹۹۱
- هل تسمعین صهیل احزانی (آیا صدای شیههٔ غم‌هایم را می‌شنوی)۱۹۹۱
- انا رجل واحد و أنت قبیله من النساء (من مردی تنها هستم و تو قبیله‌ای از زنان)۱۹۹۲
- خمسون عاماً فی مذبح النساء (پنجاه سال در کشتارگاه زنان)۱۹۹۴
- دمشق نزار قبانی، ۱۹۹۵
- تنویعات نزاریه علی مقام العشق (گلچین‌های نزاری در دستگاه عشق) ۱۹۹۶
- أبجدیة الیاسمین (الفبای یاس) ۱۹۹۸

### دفترهای نثر
- الشعر قندیل اخضر (شعر یک قندیل سبز است) ۱۹۶۳
- قصتی مع الشعر (داستان من و شعر) ۱۹۷۰
- عن الشعر و الجنس و الثورة (از شعر و جنس و انقلاب) ۱۹۷۱
- المرأة فی شعری و فی حیاتی (زن در شعر و زندگی من) ۱۹۷۵
- الکتابة عمل انقلابی (نوشتن کاری انقلابی است) ۱۹۷۵
- ما هو الشعر (شعر چیست) ۱۹۸۱
- والکلمات تعرف الغضب (کلمات خشم را می‌شناسند) ۱۹۸۲
- شیء من النثر (چیزی از نثر) ۱۹۸۳
- العصافیر لاتطلب تأشیرة دخول (گنجشکان اجازه ورود نمی‌گیرند)۱۹۸۳
- لعبت بإتقان وها هی مفاتیحی (با مهارت بازی کردم و این است کلیدهای من)۱۹۹۰
- بیروت.. حریة لا تشیخ (بیروت… آزادی‌ای است که پیر نمی‌شود) ۱۹۹۲

### دفترهای نمایش نامه[۸]
- جمهوریة جنونستان (جمهوری جنونستان) ۱۹۷۷

### کتاب‌های چاپ شده نزار قبانی به زبان فارسی
- ۱۳۸۴ - باران یعنی تو برمی‌گردی[۹] یغما گلرویی، نشر دارینوش.
- ۱۳۸۴ - بیروت، عشق و باران، ترجمهٔ رضا عامری، تهران، نشر نگیما.
- ۱۳۸۶ - عشق پشت چراغ قرمز نمی‌ماند!، مهدی سرحدی، نشر کلیدر.
- ۱۳۹۳ - نزار قبانی، عاشقانه سرای بی همتا، مترجم رضا طاهری، نشر نخستین
- ۱۳۵۶ - داستان من و شعر، مترجم غلامحسین یوسفی و یوسف بکار، نشر توس.
- ۱۳۸۰ - بلقیس و عاشقانه‌های دیگر، مترجم موسی بیدج، نشر ثالث.
- ۱۳۸۳ - در بندر آبی چشمانت، مترجم احمد پوری، نشر چشمه.
- ۱۳۸۴ - تا سبز شوم از عشق، مترجم موسی اسوار، نشر سخن.
- ۱۳۸۸ - صد نامهٔ عاشقانه، مترجم رضا عامری، نشر چشمه.

۱۳۹۲- جهان ساعتش را با چشم‌های تو تنظیم می‌کند، مترجم: سهند آقایی، نشر جوانه توس
- ۱۳۹۲ - گنجشک‌ها ویزا نمی‌خواهند، مترجم انسیه سادات هاشمی، نشر حماسه قلم.
- ۱۳۹۳ - ماهرانه بازی کردم؛ این هم کلیدهایم، مترجم انسیه سادات هاشمی، نشر حماسه قلم.
- ۱۳۹۴ - عشق ما روی آب راه می‌رود، مترجم: مجتبی پورمحسن و مهرناز زاوه، انتشارات مروارید
- ۱۳۹۷ - کوچ پنجره‌ها، حمید رحمانی، ترجمه آخرین دست نوشته‌های نزار قبانی به نام ابجدیة الیاسمین، انتشارات آوای خاور
- ۱۳۹۷ - به بیروت با عشق؛ مترجم قاسم ساجدی، نشر کوله پشتی
- ۱۳۸۴ - قصاید خشم برانگیز و دمشق؛ مترجم علی زمانی علویجه، ناشر مؤلف، اصفهان
- ۱۳۹۸ - دوستت دارم امضای من است - انتشارات ایهام بایگانی‌شده  در ۱۴ اوت ۲۰۱۹ توسط Wayback Machine- شورانگیزترین ترانه‌های نزار قبانی - مترجم: اصغر علی‌کرمی - انتشارات ایهام
- ۱۴۰۰- نزار قبانی عاشق است، مترجم: میم پایمزد و حانیه صابری، نشر سه سه‌تار

## نمونه‌ای از اشعار
- برگه‌های من و دستان تو

بین برگه‌های من
و دستهای تو
تاریخ تمدنی است طولانی..
هر گاه انگشتانم را دقیقه ای
در کف دستان تو رها کردم
درخت خرما رویید..
(برگرفته از کتاب کوچ پنجره‌ها، حمید رحمانی، ترجمه آخرین دست نوشته‌های نزار قبانی ص ۷۸، انتشارات آوای خاور)
- زنانه می خواهمت

زنانه می خواهمت

تا امکان زندگی در سرزمین مان ادامه یابد
تا امکان حضور شعر در قرن‌مان ادامه یابد
برای این که ستارگان و زمان ادامه یابند
و کشتی‌ها و دریا و حروف الفبا ادامه یابند
تا تو زن هستی، ما خوبیم
زنانه می خواهمت برای این که تمدن زنانه است
برای این که شعر زنانه است
خوشهٔ گندم زنانه است
شیشهٔ عطر زنانه است
پاریس در بین شهرها زنانه است
و بیروت با زخم‌هایش زنانه باقی می‌ماند
به نام آن‌ها که می‌خواهند شعر بنویسند / زن باش
به نام آن‌ها که می‌خواهند به عشق بپردازند / زن باش
- [۱۰]
- عشق پشت چراغ قرمز نمی‌ماند!

اندیشیدن ممنوع!
چراغ، قرمز است..
سخن گفتن ممنوع!
چراغ، قرمز است..
بحث پیرامون علم دین و
صرف و نحو و
شعر و نثر، ممنوع!
اندیشه منفور است و زشت و ناپسند!
- [۱۱]